# Associazione Sportiva Dilettantistica Riviera di Romagna 2015-2016
Questa voce raccoglie le informazioni riguardanti l'Associazione Sportiva Dilettantistica Riviera di Romagna nelle competizioni ufficiali della stagione 2015-2016.

## Stagione
Il 27 luglio 2015 la Procura Federale ha comminato al Riviera di Romagna un punto di penalizzazione per responsabilità diretta nel non aver pagato alla calciatrice Mónika Sinka le somme accertate dalla Commissione Accordi Economici della LND.
Il 17 settembre 2015, a seguito della rinuncia dell'Acese alla disputa della Serie A, il Dipartimento Calcio Femminile ha ripescato il Riviera di Romagna a completamento dell'organico della massima serie.
La stagione ufficiale del Riviera di Romagna è partita l'11 ottobre 2015 con la prima giornata del Triangolare F del turno preliminare della Coppa Italia, disputata a Cento contro il New Team Ferrara e vinta per 5-1, grazie anche alla tripletta di Fabiana Colasuonno. Grazie alla vittoria in rimonta per 3-2 contro il Castelvecchio nella sua seconda partita del triangolare, il Riviera di Romagna ha superato il turno preliminare. Nei sedicesimi di finale ha affrontato il Castelfranco, venendo sconfitto per 1-3 e venendo così eliminato dalla Coppa Italia.
Il 16 marzo 2016, con la squadra reduce da quattro sconfitte consecutive in campionato e in piena zona retrocessione, i due allenatori David Urbinati ed Andrea Marcelli sono stati esonerati e al loro posto è stato scelto come nuovo allenatore Nevio Valdifiori. Nonostante un discreto girone di andata, concluso all'ottavo posto, la Riviera di Romagna non ha saputo confermarsi nel girone di ritorno, scivolando fino all'ottavo posto finale e ad una retrocessione in Serie B, arrivata alla penultima giornata.

## Organigramma societario
Area tecnica
- Allenatore: David Urbinati ed Andrea Marcelli (fino al 16 marzo 2016), poi Nevio Valdifiori
- Preparatore atletico: Rodrigo Baldelli
- Team Manager: Lorenzo Ceccarelli

Area sanitaria
- Medico sociale: Francesco Amadei

## Rosa
Rosa e ruoli, tratti dal sito ufficiale della società, sono aggiornati al 20 gennaio 2016.
| N. |                   | Ruolo | Calciatrice            |
| -- | ----------------- | ----- | ---------------------- |
| 1  | Italia (bandiera) | P     | Alice Pignagnoli       |
| 2  | Italia (bandiera) | D     | Chiara Voloninno       |
| 3  | Italia (bandiera) | D     | Margherita Bastianelli |
| 4  | Italia (bandiera) | D     | Antonella Marrone      |
| 5  | Italia (bandiera) | D     | Cristina Ugolini       |
| 7  | Italia (bandiera) | C     | Clara Lazzara          |
| 8  | Italia (bandiera) | A     | Gaia Mastrovincenzo    |
| 10 | Italia (bandiera) | C     | Sara Pastore           |
| 11 | Italia (bandiera) | A     | Giuseppa Bassano       |
| 12 | Italia (bandiera) | P     | Alessia Vio            |
| 14 | Italia (bandiera) | C     | Maddalena Porcarelli   |
| 15 | Italia (bandiera) | C     | Vittoria Ciarrocchi    |

| N. |                    | Ruolo | Calciatrice         |
| -- | ------------------ | ----- | ------------------- |
| 16 | Italia (bandiera)  | D     | Valentina Gagliardi |
| 18 | Italia (bandiera)  | A     | Fabiana Colasuonno  |
| 20 | Italia (bandiera)  | C     | Erika Ferrara       |
| 22 | Italia (bandiera)  | C     | Elisa Cinti         |
| 23 | Italia (bandiera)  | D     | Cristina Cassanelli |
| 27 | Austria (bandiera) | C     | Anna Innerhuber     |
| ?  | Italia (bandiera)  | C     | Aurora Bartolini    |
| ?  | Italia (bandiera)  | D     | Mara Catena         |
| ?  | Italia (bandiera)  | D     | Chiara Cinti        |
| ?  | Italia (bandiera)  | C     | Claudia Galassi     |
| ?  | Italia (bandiera)  | P     | Sabrina Tasselli    |

## Calciomercato

### Sessione estiva
| Acquisti | Acquisti           | Acquisti          | Acquisti   |
| R.       | Nome               | da                | Modalità   |
| -------- | ------------------ | ----------------- | ---------- |
| P        | Sabrina Tasselli   | Atletico Oristano | definitivo |
| D        | Antonella Marrone  | Acese             | svincolata |
| A        | Fabiana Colasuonno | Real Marsico      | definitivo |

| Cessioni | Cessioni             | Cessioni          | Cessioni       |
| R.       | Nome                 | a                 | Modalità       |
| -------- | -------------------- | ----------------- | -------------- |
| P        | Sabrina Tasselli     | Atletico Oristano | definitivo     |
| P        | Silvia Vicenzi       | Chieti            | definitivo     |
| D        | Kristina Erman       | Twente            | definitivo     |
| D        | Valeria Magrini      |                   | fine contratto |
| D        | Linda Tucceri Cimini | San Zaccaria      | definitivo     |
| C        | Chiara Eusebio       | Torino            | fine prestito  |
| C        | Eleonora Petralia    | San Zaccaria      | definitivo     |
| C        | Ana Petrović         |                   | fine contratto |
| A        | Giulia Baldini       | San Zaccaria      | definitivo     |
| A        | Patrizia Caccamo     | Fiorentina        | definitivo     |
| A        | Luisa Pugnali        | Grifo Perugia     | fine prestito  |

### Sessione invernale
| Acquisti | Acquisti | Acquisti | Acquisti |
| R.       | Nome     | da       | Modalità |
| -------- | -------- | -------- | -------- |
|          |          |          |          |

| Cessioni | Cessioni          | Cessioni         | Cessioni   |
| R.       | Nome              | a                | Modalità   |
| -------- | ----------------- | ---------------- | ---------- |
| D        | Antonella Marrone | Eleonora Folgore | definitivo |

## Risultati

### Serie A

#### Girone di andata
| Arbitro: | Munerati (Rovigo) |

|  |           |                                                       |
|  | Marcatori | 1’ Salvatori Rinaldi 17’, 47’ Panico 23’ Vicchiarello |

| Arbitro: | Marco Cecchin (Bassano del Grappa) |

|                                             |           |                               |
| Giugliano 28’ Mason 35’ Giacinti 20’ (rig.) | Marcatori | 7’, 62’ (rig.) Mastrovincenzo |

| Arbitro: | Gioviani (Termoli) |

|                                       |           |  |
| Mastrovincenzo 7’ Colasuonno 61’, 83’ | Marcatori |  |

| Arbitro: | Ridolfi (Pesaro) |

|                           |           |                            |
| Petralia 48’ Piemonte 78’ | Marcatori | 26’ Colasuonno 75’ Pastore |

| Arbitro: | D. Faraon (Conegliano) |

|  |           |                        |
|  | Marcatori | 26’ Biasotto 84’ Nagni |

| Arbitro: | Davide Santarossa (Pordenone) |

|                                                                     |           |                |
| Pirone 2’, 50’ Gabbiadini 8’ Bonetti 37’, 67’ Fuselli 43’, 72’, 90’ | Marcatori | 83’ Colasuonno |

| Arbitro: | Bodini (Verona) |

|                             |           |                        |
| Innerhuber 6’ Bassano 90+1’ | Marcatori | 58’ Barbieri 61’ Putti |

| Arbitro: | Federico Modesto (Treviso) |

|                                        |           |  |
| Parisi 16’ Zuliani 18’ Del Stabile 43’ | Marcatori |  |

| Arbitro: | Arena (Torre del Greco) |

|  |           |                                   |
|  | Marcatori | 30’ (rig.) Colasuonno 84’ Bassano |

| Arbitro: | Camoni (Pistoia) |

|                |           |  |
| Innerhuber 41’ | Marcatori |  |

| Arbitro: | Lingamoorthy (Genova) |

|                                      |           |                |
| Girelli 20’, 54’ Sabatino 72’ (rig.) | Marcatori | 28’ Colasuonno |

#### Girone di ritorno
| Arbitro: | Ancora (Roma) |

|                                                    |           |                       |
| Panico 6’, 56’ Caccamo 49’ Salvatori Rinaldi 90+3’ | Marcatori | 60’ (rig.) Innerhuber |

| Arbitro: | Fabio Catani (Fermo) |

|  |           |                   |
|  | Marcatori | 60’, 62’ Giacinti |

| Arbitro: | Bellato (Mestre) |

|                                |           |                |
| A. Tonelli 29’ M. Brunello 35’ | Marcatori | 55’ Colasuonno |

| Arbitro: | Bracaccini (Macerata) |

|                |           |             |
| Colasuonno 62’ | Marcatori | 81’ Pondini |

| Arbitro: | Cherchi (Carbonia) |

|                  |           |                     |
| Nagni 87’ (rig.) | Marcatori | 72’, 79’ Colasuonno |

| Arbitro: | Simone Galipò (Firenze) |

|                     |           |                                   |
| Colasuonno 79’, 89’ | Marcatori | 12’ Salvai 24’ Bonetti 54’ Pasini |

| Arbitro: | Rizzello (Savona) |

|                              |           |                              |
| Moretti 41’ Mazzucchetti 67’ | Marcatori | 65’ (rig.), 90+2’ Colasuonno |

| Arbitro: | Bodini (Verona) |

|  |           |                                                                  |
|  | Marcatori | 21’ (aut.) Innerhuber 37’ Filippozzi 60’ Del Stabile 90’ Blasoni |

| Arbitro: | Gregoris (Pescara) |

|  |           |           |
|  | Marcatori | 79’ Pinna |

| Arbitro: | Dellasanta (Trieste) |

|                                                                      |           |                            |
| Mella 18’ Zanon 49’ Virgili 52’ De Martin 64’ Manzon 82’ Cisotto 86’ | Marcatori | 69’, 80’ (rig.) Colasuonno |

| Arbitro: | Simone Taricone (Perugia) |

|  |           |                                                                                       |
|  | Marcatori | 26’, 34’ (rig.) Girelli 48’, 73’ Sabatino 55’, 59’ Tarenzi 80’ Bonansea 84’ Serturini |

### Coppa Italia

#### Turno preliminare
Triangolare F
| Arbitro: | Zani (Rimini) |

|              |           |                                                          |
| Montorio 33’ | Marcatori | 58’ (rig.), 68’, 70’ Colasuonno 78’ Bassano 85’ E. Cinti |

| Arbitro: | Righi (Bologna) |

|                                               |           |               |
| Colasuonno 37’, 51’ Mastrovincenzo 84’ (rig.) | Marcatori | 21’, 46’ Lisi |

#### Sedicesimi di finale
| Arbitro: | Lipizer (Verona) |

|                |           |                             |
| Colasuonno 32’ | Marcatori | 9’, 47’ Cinotti 56’ Di Lupo |

## Statistiche

### Statistiche di squadra
| Competizione | Punti | In casa | In casa | In casa | In casa | In casa | In casa | In trasferta | In trasferta | In trasferta | In trasferta | In trasferta | In trasferta | Totale | Totale | Totale | Totale | Totale | Totale | DR  |
| Competizione | Punti | G       | V       | N       | P       | Gf      | Gs      | G            | V            | N            | P            | Gf           | Gs           | G      | V      | N      | P      | Gf     | Gs     | DR  |
| ------------ | ----- | ------- | ------- | ------- | ------- | ------- | ------- | ------------ | ------------ | ------------ | ------------ | ------------ | ------------ | ------ | ------ | ------ | ------ | ------ | ------ | --- |
| Serie A      | 15    | 11      | 2       | 2       | 7       | 9       | 27      | 11           | 2            | 2            | 7            | 16           | 34           | 22     | 4      | 4      | 14     | 25     | 61     | -36 |
| Coppa Italia | -     | 2       | 1       | 0       | 1       | 4       | 5       | 1            | 1            | 0            | 0            | 5            | 1            | 3      | 2      | 0      | 1      | 9      | 6      | +3  |
| Totale       | -     | 13      | 3       | 2       | 8       | 13      | 32      | 12           | 3            | 2            | 7            | 21           | 35           | 25     | 6      | 4      | 15     | 34     | 67     | -33 |

### Andamento in campionato
| Giornata  | 1  | 2  | 3 | 4 | 5 | 6 | 7 | 8  | 9 | 10 | 11 | 12 | 13 | 14 | 15 | 16 | 17 | 18 | 19 | 20 | 21 | 22 |
| --------- | -- | -- | - | - | - | - | - | -- | - | -- | -- | -- | -- | -- | -- | -- | -- | -- | -- | -- | -- | -- |
| Luogo     | C  | T  | C | T | C | T | C | T  | T | C  | T  | T  | C  | T  | C  | T  | C  | T  | C  | C  | T  | C  |
| Risultato | P  | P  | V | N | P | P | N | P  | V | V  | P  | P  | P  | P  | N  | V  | P  | N  | P  | P  | P  | P  |
| Posizione | 12 | 12 | 9 | 7 | 9 | 9 | 9 | 10 | 8 | 8  | 8  | 8  | 8  | 10 | 7  | 7  | 8  | 8  | 8  | 10 | 11 | 11 |

Legenda:

Luogo: C = Casa; T = Trasferta. Risultato: V = Vittoria; N = Pareggio; P = Sconfitta.

### Statistiche delle giocatrici
| Giocatore         | Serie A  | Serie A | Serie A     | Serie A    | Coppa Italia | Coppa Italia | Coppa Italia | Coppa Italia | Totale   | Totale | Totale      | Totale     |
| Giocatore         | Presenze | Reti    | Ammonizioni | Espulsioni | Presenze     | Reti         | Ammonizioni  | Espulsioni   | Presenze | Reti   | Ammonizioni | Espulsioni |
| ----------------- | -------- | ------- | ----------- | ---------- | ------------ | ------------ | ------------ | ------------ | -------- | ------ | ----------- | ---------- |
| A. Bartolini      | 4        | 0       | 1           | 0          | -            | -            | -            | -            | 4        | 0      | 1           | 0          |
| G. Bassano        | 18       | 2       | 1           | 0          | 3            | 1            | 0            | 0            | 21       | 3      | 1           | 0          |
| M. Bastianelli    | 20       | 0       | 2           | 0          | 3            | 0            | 0            | 0            | 23       | 0      | 2           | 0          |
| C. Cassanelli     | 19       | 0       | 1           | 0          | 2            | 0            | 0            | 0            | 21       | 0      | 1           | 0          |
| M. Catena         | 6        | 0       | 0           | 0          | -            | -            | -            | -            | 6        | 0      | 0           | 0          |
| V. Ciarrocchi     | 1        | 0       | 0           | 0          | 1            | 0            | 1            | 0            | 2        | 0      | 1           | 0          |
| C. Cinti          | 1        | 0       | 0           | 0          | 0            | 0            | 0            | 0            | 1        | 0      | 0           | 0          |
| E. Cinti          | 18       | 0       | 0           | 0          | 3            | 1            | 0            | 0            | 21       | 1      | 0           | 0          |
| F. Colasuonno     | 20       | 16      | 6           | 1          | 3            | 6            | 0            | 0            | 23       | 22     | 6           | 1          |
| E. Ferrara        | 16       | 0       | 0           | 0          | 2            | 0            | 0            | 0            | 18       | 0      | 0           | 0          |
| V. Gagliardi      | 13       | 0       | 2           | 0          | 1            | 0            | 0            | 0            | 14       | 0      | 2           | 0          |
| C. Galassi        | 17       | 0       | 0           | 0          | 3            | 0            | 0            | 0            | 20       | 0      | 0           | 0          |
| A. Innerhuber     | 20       | 3       | 0           | 0          | 1            | 0            | 0            | 0            | 21       | 3      | 0           | 0          |
| C. Lazzara        | 11       | 0       | 0           | 0          | 2            | 0            | 0            | 0            | 13       | 0      | 0           | 0          |
| A. Marrone        | 5        | 0       | 0           | 0          | 2            | 0            | 0            | 0            | 7        | 0      | 0           | 0          |
| G. Mastrovincenzo | 17       | 3       | 1           | 0          | 3            | 1            | 1            | 0            | 20       | 4      | 2           | 0          |
| S. Pastore        | 22       | 1       | 3           | 0          | 3            | 0            | 0            | 0            | 25       | 1      | 3           | 0          |
| A. Pignagnoli     | 9        | -27     | 0           | 0          | 2            | -3           | 0            | 0            | 11       | -30    | 0           | 0          |
| M. Porcarelli     | 17       | 0       | 3           | 0          | 3            | 0            | 1            | 0            | 20       | 0      | 4           | 0          |
| S. Tasselli       | 15       | -34     | 0           | 0          | -            | -            | -            | -            | 15       | -34    | 0           | 0          |
| C. Ugolini        | 20       | 0       | 7           | 1          | 3            | 0            | 0            | 0            | 23       | 0      | 7           | 1          |
| A. Vio            | 0        | 0       | 0           | 0          | 1            | -3           | 0            | 0            | 1        | -3     | 0           | 0          |
| C. Voloninno      | 18       | 0       | 6           | 1          | 2            | 0            | 1            | 0            | 20       | 0      | 7           | 1          |